# Deposito locomotive di Piła

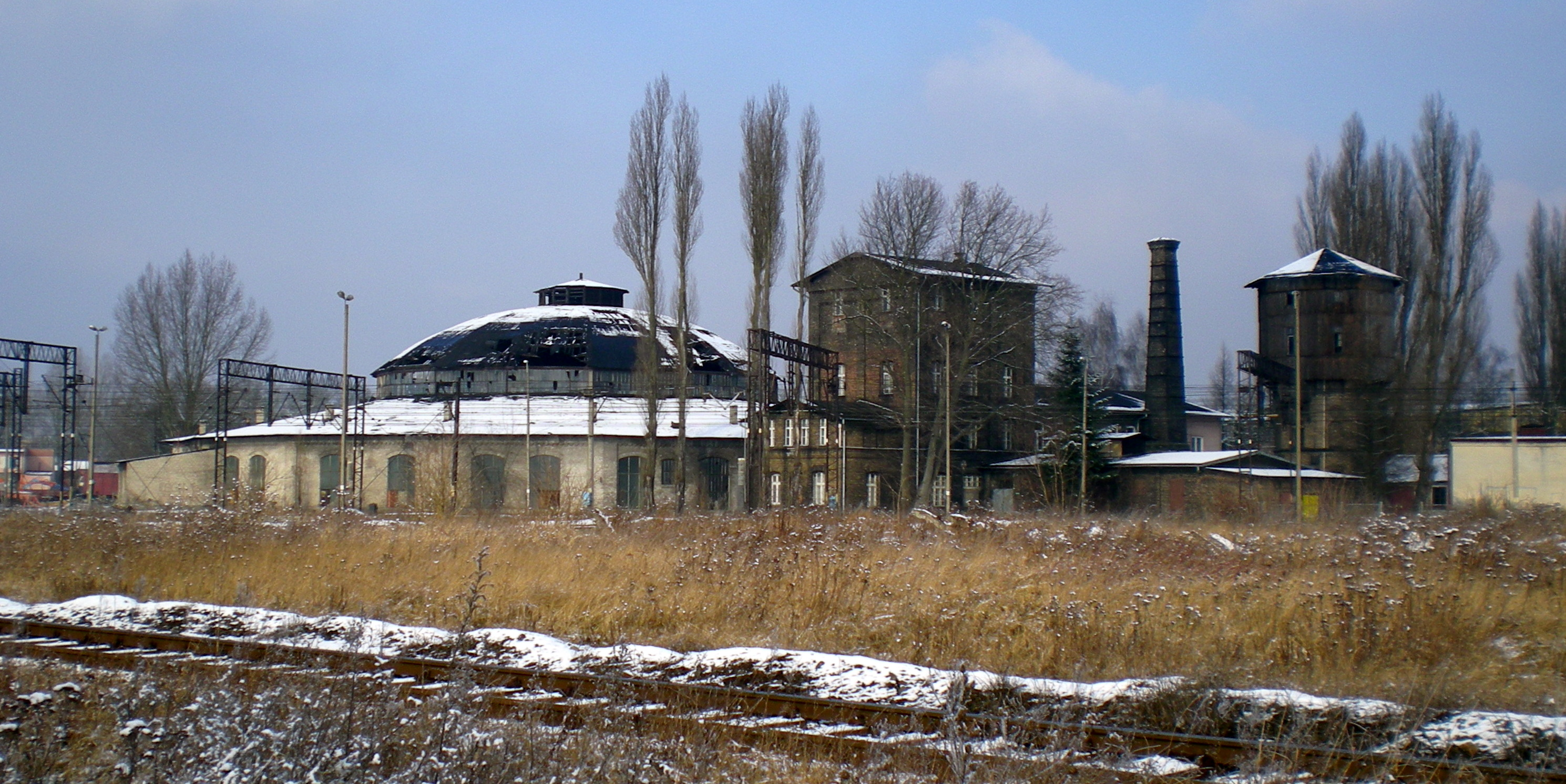
Il deposito di Piła

Il deposito locomotive di Piła è un deposito ferroviario e un monumento storico risalente del XIX secolo presente nella città di Piła, nel voivodato della Grande Polonia, in Polonia.

## Storia
La sua costruzione risale al 1870-1874 ed è legata allo sviluppo intensivo delle ferrovie nelle terre prussiane di quel periodo. Grazie all'utilizzo delle tecniche architettoniche non comuni, l'edificio fu preso come modello per la costruzione di alcuni edifici simili in Europa. 
Il deposito è stato disattivato negli anni novanta e in seguito abbandonato. Un'associazione locale si occupa della sua salvaguardia.